# Daniele Donghi
Daniele Donghi (Milano, 6 febbraio 1861 – Padova, 1938) è stato un ingegnere italiano.

## Biografia
Ingegnere praticante nell'ufficio tecnico del comune di Torino nel 1883, Daniele Donghi inizia la professione sotto l'egemonia culturale di Camillo Boito, in anni cruciali per lo sviluppo del Paese. 
L'incarico più significativo di questo periodo giunge con il concorso per il teatro di Varallo Sesia (1896), dove utilizza per la prima volta il calcestruzzo armato. 
L'efficacia della sperimentazione è confermata dai successivi progetti di teatri tra i quali il sociale di Rovigo, distrutto da un incendio nel 1902.
Dal 1896 al 1900 è ingegnere capo dell'Ufficio tecnico del comune di Padova.
Direttore dal 1900 della filiale milanese della Società G. A. Porcheddu per costruzioni in calcestruzzo armato, Daniele Donghi dimostra la versatilità del nuovo materiale realizzando numerosi edifici tra i quali: l'asilo notturno Umberto I in via Ormea a Torino (1896-1898), il magazzino Ansaldi (1903) in corso Principe Umberto a Milano, casa Marangoni (1904) in via Nizza a Torino, la scuola elementare "Giuseppe Mazzini" a Bassano del Grappa (1904-1908) o ancora il villino "Donghi" al Lido di Venezia (1905-1906).
Nel 1904 è nominato ingegnere capo dell'Ufficio tecnico del comune di Venezia, dov'è ricordato soprattutto per il contributo dato nella ricostruzione del campanile di San Marco, crollato il 14 luglio del 1902. 
Inoltre si interessa della sistemazione del quartiere di Sant'Elena e dei problemi della comunicazione con la terraferma della Giudecca e del Lido.
Fin dagli esordi della sua professione, Daniele Donghi ha sempre alternato il ruolo di funzionario pubblico a quello di intellettuale, pubblicista e docente.
Fondatore e direttore di due periodici, «Memorie di un architetto» (1890-1895) e «L'Architettura pratica» (1899-1906). 
Donghi è autore del Manuale dell'architetto, una fondamentale opera editoriale apparsa in 10 volumi (1905-1935).
Nel 1907 ottiene la libera docenza in Architettura tecnica al Politecnico di Milano e nel 1910 diventa ordinario della stessa materia all'università di Padova, città dove vivrà fino al 1938.

## Opere
Progetti principali
- 1881-1883 - Scuola "Giovanni Antonio Rayneri", Torino

- 1888 - Casa Artero, con Luigi Belloc, Torino

- 1891 - Casa Dompè, Pinerolo (TO)

- 1896-1897 - Teatro civico di Varallo Sesia (VC), con Giuseppe Negri

- 1896-1898 - Asilo notturno "Umberto I", con Natale Cerri, Torino

- 1897-1899 - Scuola elementare maschile e femminile, scuola normale maschile, asilo infantile "Lucrezia degli Obizzi", Padova

- 1898-1901 - Cavalcavia della stazione (di Borgomagno), Padova

- 1899 - Progetto di consolidamento del Caffè Pedrocchi, Padova

- 1902-1904 - Casa Marangoni, con Lorenzo Parrocchia, Torino

- 1903-1904 - Teatro sociale, Rovigo

- 1904-1908 - Scuola elementare "Giuseppe Mazzini", con Giuseppe Indri, Bassano del Grappa (VI)

- 1905-1906 - Villino "Donghi", Lido di Venezia

- 1905-1912 - Ricostruzione del campanile di San Marco, Venezia

- 1906-1909 - Scuola elementare "Giacinto Gallina", Venezia

- 1906-1910 - Progetti di collegamenti translagunari, Venezia

- 1909-1910 - Progetto per un nuovo quartiere a Sant'Elena, Venezia
- 1910-1911 - Teatro delle Varietà, Abano Terme[2]

- 1910-1931 - Scuola di ingegneria e architettura, Istituto di fisiologia e altri interventi per la Commissione edilizia dell'Università degli Studi, Padova

- 1913-1916 - Cassa di risparmio di Padova

- 1913-1920 - Scuole elementari di Arquà Polesine (RO), con Mario Felice

## Archivio
Il fondo Daniele Donghi  è conservato presso l'Università IUAV Istituto Universitario di Architettura di Venezia. Archivio Progetti.